# David Icke
David Icke (/ˈde̯ɪvɪd a̯ɪk/) (Leicester, 29 de abril de 1952) es un teórico de la conspiración, negacionista del holocausto, creyente en la teoría de los antiguos astronautas, exfutbolista y locutor deportivo británico.
Ha escrito más de 20 libros, autopublicados desde mediados de los años 1990, y ha hablado en más de 25 países, principalmente sobre sus teorías respecto de supuestos "reptilianos" que dominarían el mundo, en un tono cercano al New Age.
Es conocido por también inventar conspiraciones sobre que el electromagnetismo de las antenas de las redes 5G logran esparcir el virus que provocó la pandemia de COVID-19.

## Biografía
Icke era un presentador de deportes para la cadena de televisión BBC, así como un portavoz para el Partido Verde inglés, cuando en 1990, una médium le dijo que era un sanador que había sido puesto en el planeta Tierra por un propósito, y que el mundo de los espíritus le iba a enviar mensajes espirituales. En marzo de 1991, dio una conferencia de prensa para anunciar que él era un "Hijo de Dios"; después dijo que los medios habían malentendido esa frase. También, argumentó que una aparición posterior del programa de Wogan de la BBC le cambió la vida, lo que lo convirtió de un hombre respetado al hazmerreír del público.
Siguió desarrollando sus ideas, y en cuatro libros publicados durante siete años —The Robots' Rebellion (1994), And the Truth Shall Set You Free (1995), The Biggest Secret (1999), and Children of the Matrix (2001)—, propuso una visión del mundo que combinaba el espiritualismo New-Age con una denuncia de las tendencias totalitarias en el mundo moderno. En el centro de su teoría se encuentra la idea de que un grupo secreto de humanoides reptilianos, llamados la Hermandad Babilónica (que incluye a George W. Bush, la reina Isabel II, Kris Kristofferson y Boxcar Willie) controla a la humanidad, y que muchas figuras prominentes son reptilianas. Michael Barkun ha descrito la postura de Icke como "Conspiracionismo New Age", diciendo que él es el que más fluidez tiene en el género conspiracionista. Icke también propone que la Luna es un constructo artificial —probablemente un planetoide ahuecado—, desde el cual los reptilianos emiten un "sentido artificial de uno mismo y del mundo", que los humanos perciben erróneamente como realidad.
En 1990, visitó a un vidente que le dijo que estaba en la Tierra con un propósito y que recibiría mensajes del mundo espiritual. Esto le llevó a afirmar en 1991 que era un "Hijo de la Divinidad" y que el mundo pronto sería devastado por maremotos y terremotos, predicciones que repitió en el programa de la BBC Wogan. Su aparición provocó el ridículo del público. Los libros que Icke escribió durante los 11 años siguientes desarrollaron su visión del mundo del conspiracionismo New Age. Su apoyo al alegato antisemita, Los protocolos de los sabios de Sion, en La rebelión de los robots (1994) y La verdad os hará libres (1995) hizo que su editor dejara de ocuparse de sus libros, que desde entonces se autopublican.
Icke cree que el universo está formado por energía "vibracional" y dimensiones infinitas que comparten el mismo espacio.  Afirma que una raza interdimensional de seres reptilianos, los Arcontes o Anunnaki, han secuestrado la Tierra y que una raza híbrida humano-arconte modificada genéticamente de reptilianos que cambian de forma -la Hermandad Babilónica, los Illuminati o la "élite"- manipula los acontecimientos para mantener a los seres humanos atemorizados, de modo que los Arcontes puedan alimentarse de la "energía negativa" resultante.  Afirma que muchas figuras públicas pertenecen a la Hermandad de Babilonia e impulsan a la humanidad hacia un estado fascista global o Nuevo Orden Mundial, una era de posverdad que acaba con la libertad de expresión.  Considera que la única forma de derrotar esa influencia "arcóntica" es que la gente despierte a la verdad y llene sus corazones de amor. Los críticos han acusado a Icke de ser antisemita y de negar el Holocausto con sus teorías sobre los reptilianos como "código" deliberado. Icke niega estas afirmaciones.

## Obras
- The Dream: The Extraordinary Revelation Of Who We Are And Where We Are, Ryde: David Icke Books Ltd, 2023. ISBN 978-1838415334
- The Trap : What it is, how is works, and how we escape its illusions, Ryde: David Icke Books Ltd, 2022. ISBN 978-1838415327
- Perceptions of a Renegade Mind, Ryde: David Icke Books Ltd, 2021. ISBN 978-1838415310
- The Answer, Ryde: David Icke Books Ltd, 2020. ISBN 978-1916025820
- The Trigger: The Lie That Changed The World, Ryde: David Icke Books Ltd, 2019. ISBN 978-1-916025806
- Everything You Need To Know But Have Never Been Told, Ryde: David Icke Books Ltd, 2017. ISBN 978-1527207264
- Phantom Self (And how to find the real one), Ryde: David Icke Books Ltd, 2016. ISBN 978-0-9576308-8-8
- The Perception Deception: Or ... It's All Bollocks — Yes, All of It, Ryde: David Icke Books Ltd, 2013. ISBN 978-0-955997389
- Remember Who You Are: Remember 'Where' You Are and Where You 'Come' From, Ryde: David Icke Books Ltd, 2012. ISBN 0-9559973-3-X
- El Despertar del León, España, Ediciones Obelisco, 2012. ISBN 9788497778145 (Título original:Human Race Get Off Your Knees: The Lion Sleeps No More, David Icke Books, 2010. ISBN 978-0955997310)
- La Conspiración Mundial y cómo acabar con ella, España, Ediciones Obelisco, 2013. ISBN 9788497779241 (Título original: The David Icke Guide to the Global Conspiracy (and how to end it), USA, Associated Publishers Group, 2007. ISBN 978-0-9538810-8-6)
- Infinite Love Is the Only Truth: Everything Else Is Illusion, USA, Bridge of Love Publications, 2005. ISBN 0-9538810-6-7
- Tales from the Time Loop: The Most Comprehensive Expos of the Global Conspiracy Ever Written and All You Need to Know to Be Truly Free, UK, Bridge of Love Publications 2003. ISBN 0-9538810-4-0
- Alice in Wonderland and the World Trade Center Disaster, UK, Bridge of Love Publications, 2002. ISBN 0-9538810-2-4
- Hijos de Matrix, España, Ediciones Obelisco, 2012. ISBN 9788497776806 (Título original: Children of the Matrix. How an Interdimensional Race has Controlled the World for Thousands of Years-and Still Does, UK, Bridge of Love Publications, 2001. ISBN 0-9538810-1-6)
- El Mayor Secreto: El libro que cambiará el mundo, España, Ediciones Obelisco, 2011. ISBN 9788497777575 (Título original: The Biggest Secret: The Book That Will Change the World, UK, Bridge of Love Publications, 1999. ISBN 0-9526147-6-6)
- Lifting the Veil: David Icke interviewed by Jon Rappoport, Truth Seeker, 1998. ISBN 0939040050
- I Am Me, I Am Free: the Robot's Guide to Freedom, Truth Seeker, 1996; 1998. ISBN 0-9526147-5-8
- ...Y la verdad os hará libres, España, Ediciones Obelisco, 2013. ISBN 9788497779753 (Título original:...and the Truth Shall Set You Free, UK, Bridge of Love Publications, 1996. ISBN 0-9538810-5-9)
- Heal the World: A Do-It-Yourself Guide to Personal and Planetary Transformation, Gateway, 1994. ISBN 1-85860-005-7
- The Robot's Rebellion, Gateway, 1994. ISBN 1-85860-022-7
- Days of Decision, Jon Carpenter Publishing, 1994. ISBN 1-897766-01-7
- Truth Vibrations, Gateway, 1991; Revised edition 1994. ISBN 1-85860-006-5
- In the Light of Experience: The Autobiography of David Icke, UK, Time Warner Books, 1993. ISBN 0-7515-0603-6
- Love Changes Everything, Harper Collins Publishers, 1992. ISBN 1-85538-247-4
- It Doesn't Have To Be Like This, Green Print, 1989. ISBN 1-85425-033-7
- It's a Tough Game, Son, Piccolo Books, 1983. ISBN 0-330-28047-3